# Simon Buggea
Simon Buggea (8 mei 2007) is een Belgisch voetballer die sinds 2025 uitkomt voor KAA Gent.

## Clubcarrière
Buggea begon zijn jeugdopleiding in Herve. Via KAS Eupen belandde hij al op jonge leeftijd bij RFC Seraing, waar hij in het seizoen 2023/24 doorstroomde naar de beloftenploeg in de Derde afdeling ACFF B. Op 25 februari 2024 scoorde hij in de competitiewedstrijd tegen RFC Raeren-Eynatten (3-1-zege) zijn eerste doelpunt in de nationale reeksen. Zijn debuutseizoen bij Seraing B in de Derde afdeling sloot hij af met drie goals in vijftien competitiewedstrijden.
Op 1 december 2024 maakte Buggea zijn officiële debuut voor het eerste elftal van Seraing: in de competitiewedstrijd tegen RWDM (4-4-gelijkspel) liet trainer Mbaye Leye hem in de 86e minuut invallen voor Nils Schouterden. Leye liet hem in de weken daarop ook invallen in de competitiewedstrijden tegen KMSK Deinze (0-1-winst) en RAAL La Louvière (0-1-verlies). Bij zijn eerste basisplaats, op 19 januari 2025 tegen Jong Genk, opende Buggea zijn doelpuntenrekening voor Seraing. Buggea sloot zijn debuutseizoen bij de eerste ploeg van Seraing af met veertien competitiewedstrijden op de teller, waarvan negen als basisspeler. Daarin kon hij tweemaal scoren: ook in het 2-2-gelijkspel tegen Lommel SK zorgde hij voor de 1-1. Daarnaast was hij dat seizoen ook goed voor zes doelpunten bij Seraing B, dat dat seizoen in de Tweede afdeling uitkwam.
Op 8 mei 2025, uitgerekend op de dag van zijn achttiende verjaardag, kondigde KAA Gent aan dat Buggea een vijfjarig contract had ondertekend bij de club. De club kondigde ook aan dat Buggea aanvankelijk zou aansluiten bij het beloftenelftal van de club, dat kort daarvoor was gepromoveerd naar de Challenger Pro League.

## Clubstatistieken
| Seizoen         | Club            | Land            | Competitie            | Competitie | Competitie | Beker | Beker | Supercup | Supercup | Europees | Europees | Totaal | Totaal |
| Seizoen         | Club            | Land            | Competitie            | Wed.       | Dlp.       | Wed.  | Dlp.  | Wed.     | Dlp.     | Wed.     | Dlp.     | Wed.   | Dlp.   |
| --------------- | --------------- | --------------- | --------------------- | ---------- | ---------- | ----- | ----- | -------- | -------- | -------- | -------- | ------ | ------ |
| 2023/24         | RFC Seraing U23 | Vlag van België | Derde afdeling ACFF B | 15         | 3          | —     | —     | —        | —        | —        | —        | 15     | 3      |
| 2024/25         | RFC Seraing U23 | Vlag van België | Tweede afdeling ACFF  | 12         | 6          | —     | —     | —        | —        | —        | —        | 12     | 6      |
| 2024/25         | RFC Seraing     | Vlag van België | Eerste klasse B       | 14         | 2          | 0     | 0     | —        | —        | —        | —        | 14     | 2      |
| Carrière totaal | Carrière totaal | Carrière totaal | Carrière totaal       | 41         | 11         | 0     | 0     | 0        | 0        | 0        | 0        | 41     | 11     |

Bijgewerkt op 2 mei 2025.

## Interlandcarrière
In maart 2025 werd Buggea door Sven Vermant opgeroepen voor de EK-kwalificatiewedstrijden van België –19 tegen Noorwegen, Servië en Israël. Buggea mocht in de eerste twee interlands in de slotfase invallen, om vervolgens als basisspeler te beginnen tegen Israël. Buggea deed tegen Israël in de eerste helft de netten scoren en hielp België zo aan een 3-2-zege, die weliswaar niet meer van tel was aangezien België voor de wedstrijd al uitgeschakeld was voor het EK onder 19 van 2025.
1 Galjé ·
2 Sylla ·
4 Tshibuabua ·
6 Cachbach ·
8 Kilota ·
9 Elisor ·
10 Marius ·
11 Abanda ·
12 Bernier ·
14 Guillaume ·
15 Lahssaini ·
16 Martin ·
18 Poaty ·
20 Ba ·
21 Sambu ·
23 Lepoint ·
30 Dietsch ·
34 Trémoulet ·
35 Conceição ·
40 Opare ·
52 Serwy ·
53 D'Onofrio ·
61 Silini ·
67 Renzulli ·
70 Solheid ·
Coach: Jeunechamps